# Finalerna av svenska mästerskapet i ishockey 2007
Finalerna av svenska mästerskapet i ishockey 2007 var finalserien av Elitseriens säsong 2006/07 och kulmen av SM-slutspelet 2007. I serien stod Modo Hockey och Linköping HC mot varandra. I grundserien slutade Modo på plats tre, medan Linköping hamnade på fjärde plats. Serien, som spelades i bäst av sju matcher, vanns av Modo med 4–2 – klubbens andra SM-guld. Serien påbörjades den 4 april och avslutades tio dagar senare, den 14 april. Då Modo hade en bättre slutplacering i grundserien hade man hemmaplansfördel i serien.
Detta var första gången sedan 1995 där ett av laget spelade sin första SM-final. En av spelarna i de båda trupperna hade chansen att vinna sitt tredje SM-guld, Joakim Eriksson, som tidigare vunnit två SM-finalserier med Djurgårdens IF. Per-Åge Skrøder och Andreas Salomonsson vann sin andra SM-titel.

## Vägen till finalserien

### Linköping HC

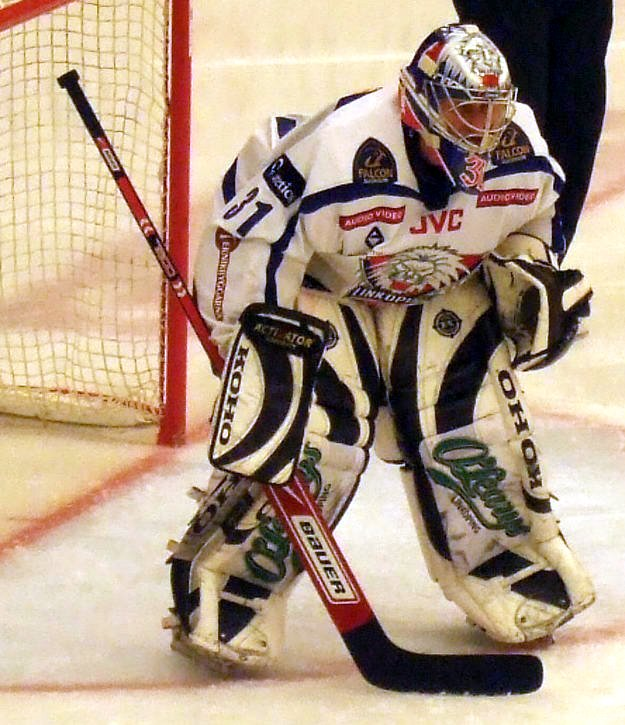
Linköpings målvakt Rastislav Staňa anslöt till klubben i januari 2007.

Detta var första gången i klubbens historia som Linköping HC tog sig till SM-final. Laget spelade sin sjätte säsong i Elitserien. Under försäsongen värvades bland andra Roman Čechmánek, Oscar Ackeström och Niklas Persson. Utöver dessa anställdes också Gunnar Persson som ny huvudtränare samt Janne Karlsson och Magnus Hävelid som assisterande tränare. I januari 2007 blev Ackeström bortbytt till Frölunda HC mot Johan Fransson. Samma månad bytte klubben också ut Čechmánek mot Rastislav Staňa. Lagets interna poängliga vanns av Tony Mårtensson som noterades för 54 poäng på 55 grundseriematcher. Med 36 assistpoäng slutade han på tredje plats i Elitseriens assistliga.
Linköping slutade på fjärde plats i grundserien med 22 vinster och 19 förluster. 14 matcher gick till förlängning; av dessa vann man två. I SM-slutspelets kvartsfinalserie ställdes Linköping mot sjundeplacerade Luleå HF, vilka man svepte i fyra matcher. Därefter ställdes man mot grundseriesegrarna Färjestad BK. Efter att ha förlorat den inledande matchen vann Linköping de fyra efterföljande matcherna och var därmed kvalificerade för sin första SM-finalserie någonsin.

### Modo Hockey
Detta var Modo Hockeys sjätte SM-finalserie. Tidigare hade man vunnit SM-guld vid ett tillfälle; 1979 under namnet Modo AIK, då man besegrade Djurgårdens IF med 2–1. De fyra senaste finalserierna hade man dock förlorat; 1994 (Malmö IF), 1999 (Brynäs IF), 2000 (Djurgårdens IF) och 2002 (Färjestad BK).
Harald Lückner ledde laget som tränare för andra säsongen i följd, tillsammans med assisterande tränarna Fredrik Andersson och nykomlingen Erik Holmberg. Under försäsongen värvade klubben bland andra Per-Åge Skrøder, Justin Morrison, Oscar Steen, Róbert Döme samt Niklas Sundström som återvände till Modo efter elva säsonger utomlands. I januari 2007 förstärktes laget ytterligare då både Zdeněk Blatný och Kristian Kuusela anslöt till klubben. Lagets interna poängliga vanns av Skrøder som noterades för 48 poäng på 54 matcher. Detta gav honom också en elfteplats i den totala poängligan. Skrøder slutade också på andraplats i Elitseriens skytteliga då han stod för 30 mål.
Modo slutade på tredje plats i grundserien med 24 vinster och 21 förluster. Tio matcher gick till förlängning; av dessa vann man tre. I SM-slutspelets kvartsfinalserie ställdes Modo mot femteplacerade Timrå IK. Timrå ledde serien med 3–2, men Modo lyckades vinna de två avslutande matcherna. Den sjunde och avgörande avgjordes efter förlängningsspel och Modo gick därmed vidare till semifinal. Även i denna serie hamnade Modo i ett 3–2-underläge, denna gång mot HV71 som slutade på andra plats i grundserien. Man vann match sex och sju och var därmed klara för sin sjätte SM-finalserie.

## Matchsummeringar

### Match ett
|       | 4 april 2007 | Linköping HC              | 5–1                       | Modo Hockey               | Cloetta Center          |                         |
| 19:00 | 19:00        | (0–0, 2–0, 3–1) Summering | (0–0, 2–0, 3–1) Summering | (0–0, 2–0, 3–1) Summering | Linköping Publik: 8 500 | Linköping Publik: 8 500 |
| 19:00 | 19:00        |                           |                           |                           | Linköping Publik: 8 500 | Linköping Publik: 8 500 |
| 19:00 | 19:00        |                           |                           |                           | Linköping Publik: 8 500 | Linköping Publik: 8 500 |
| 19:00 | 19:00        |                           |                           |                           | Linköping Publik: 8 500 | Linköping Publik: 8 500 |
| 19:00 | 19:00        |                           |                           |                           | Linköping Publik: 8 500 | Linköping Publik: 8 500 |
| 19:00 | 19:00        |                           |                           |                           | Linköping Publik: 8 500 | Linköping Publik: 8 500 |

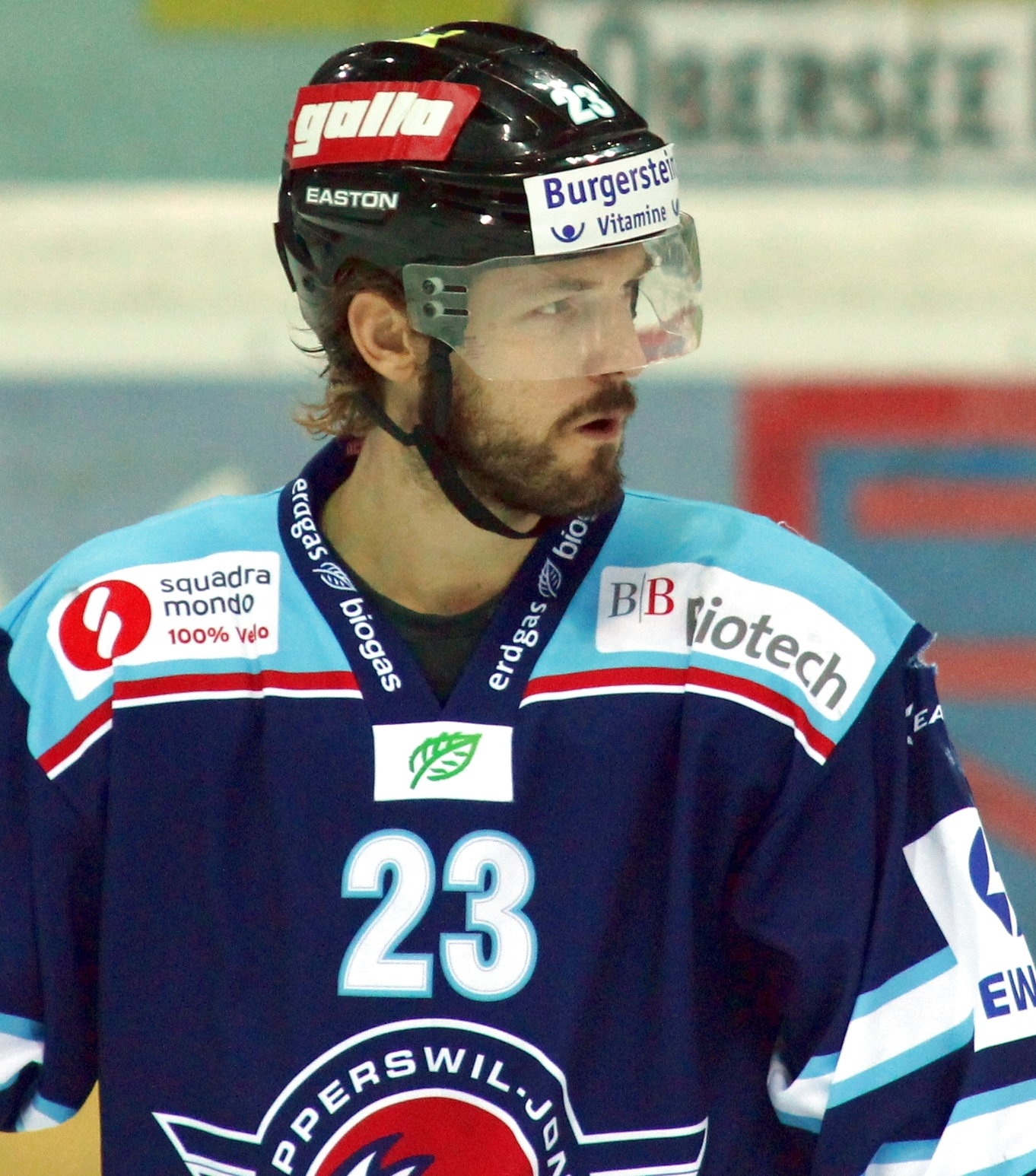
Niklas Persson stod för tre poäng i finalseriens första match.

Den första perioden förblev mållös där Linköping vann skottstatistiken med 16–8. Efter endast 39 sekunder av den andra perioden öppnade Fredrik Emvall målskyttet till Linköpings fördel i power play, assisterad av Niklas Persson. 33:47 var rollerna omvända då Persson gav Linköping en tvåmålsledning, assisterad av Emvall. Även i den andra perioden vann Linköping skotten: 10–3. I den avslutande perioden gjorde Joakim Eriksson 3–0, assisterad av Jonas Junland och Andreas Holmqvist i spel fyra mot fyra. Denna period av matchen präglades av utvisningar; nio olika spelare ådrog sig tvåminutersutvisningar.
Modo lyckades reducera till 3–1 i numerärt underläge genom Hans Jonsson med mindre än nio minuter kvar av matchen (assisterad av Pierre Hedin). 70 sekunder senare hade dock Linköping lyckats göra ytterligare två mål och därmed avgjort matchen. De sista målen gjordes av Holmqvist (assisterad av Tim Eriksson och Joakim Eriksson), samt Sami Torkki (assisterad av Persson och Carl Gunnarsson). Modo vann skotten i sista perioden med 13–8. Linköping vann den totala skottstatistiken med 34–24. Linköpings målvakt Rastislav Staňa räddade 23 skott och hade en räddningsprocent på över 95% medan Modos Karol Križan hade en räddningsprocent på strax över 85% med 29 räddningar.
I media efter matchen pratades det bland annat om att Križan släppt in fem puckar.
| Mål       | Mål  | Mål   | Mål                   | Mål                              |
| Ställning | Lag  | Tid   | Målskytt              | Assist                           |
| --------- | ---- | ----- | --------------------- | -------------------------------- |
| 1–0       | LHC  | 20:39 | Fredrik Emvall (5/4)  | Niklas Persson                   |
| 2–0       | LHC  | 33:47 | Niklas Persson        | Fredrik Emvall                   |
| 3–0       | LHC  | 44:01 | Joakim Eriksson (4/4) | Jonas Junland, Andreas Holmqvist |
| 3–1       | MODO | 51:32 | Hans Jonsson (4/5)    | Pierre Hedin                     |
| 4–1       | LHC  | 51:49 | Andreas Holmqvist     | Tim Eriksson, Joakim Eriksson    |
| 5–1       | LHC  | 52:42 | Sami Torkki           | Niklas Persson, Carl Gunnarsson  |

| Skottstatistik | Skottstatistik | Skottstatistik | Skottstatistik |
| Period 1       | Period 2       | Period 3       | Totalt         |
| -------------- | -------------- | -------------- | -------------- |
| 16–8           | 10–3           | 8–13           | 34–24          |

| Räddningsprocent | Räddningsprocent | Räddningsprocent | Räddningsprocent |
| Lag              | Procent          | Skott            | Målvakt          |
| ---------------- | ---------------- | ---------------- | ---------------- |
| LHC              | 95.83%           | 23/24            | Rastislav Staňa  |
| MODO             | 85.29%           | 29/34            | Karol Križan     |

| Utvisningar | Utvisningar | Utvisningar | Utvisningar       | Utvisningar  |
| Längd       | Lag         | Tid         | Spelare           | Typ          |
| ----------- | ----------- | ----------- | ----------------- | ------------ |
| 2 min       | MODO        | 01:21       | Peter Öberg       | Knätackling  |
| 2 min       | LHC         | 07:21       | Martin Samuelsson | Hakning      |
| 2 min       | MODO        | 14:59       | Tobias Viklund    | Puck out     |
| 2 min       | MODO        | 20:15       | Niklas Sundström  | Hakning      |
| 2 min       | LHC         | 27:33       | Ivan Majesky      | Charging     |
| 2 min       | MODO        | 36:37       | Peter Öberg       | Fasthållning |
| 2 min       | LHC         | 40:39       | Fredrik Emvall    | Puck out     |
| 2 min       | MODO        | 42:51       | Per-Åge Skrøder   | Fasthållning |
| 2 min       | LHC         | 42:51       | Mikael Håkanson   | Roughing     |
| 2 min       | MODO        | 46:49       | Robert Döme       | Roughing     |
| 2 min       | LHC         | 46:49       | Jonas Junland     | Roughing     |
| 2 min       | MODO        | 49:45       | Niklas Sundström  | Hakning      |
| 2 min       | MODO        | 51:37       | Tobias Enström    | Diving       |
| 2 min       | LHC         | 51:37       | Patric Blomdahl   | Interference |
| 2 min       | LHC         | 55:06       | Andreas Holmqvist | Tripping     |

### Match två
|       | 6 april 2007 | Modo Hockey               | 3–2                       | Linköping HC              | Swedbank Arena             |                            |
| 18:00 | 18:00        | (1–0, 2–1, 0–1) Summering | (1–0, 2–1, 0–1) Summering | (1–0, 2–1, 0–1) Summering | Örnsköldsvik Publik: 7 600 | Örnsköldsvik Publik: 7 600 |
| 18:00 | 18:00        |                           |                           |                           | Örnsköldsvik Publik: 7 600 | Örnsköldsvik Publik: 7 600 |
| 18:00 | 18:00        |                           |                           |                           | Örnsköldsvik Publik: 7 600 | Örnsköldsvik Publik: 7 600 |
| 18:00 | 18:00        |                           |                           |                           | Örnsköldsvik Publik: 7 600 | Örnsköldsvik Publik: 7 600 |
| 18:00 | 18:00        |                           |                           |                           | Örnsköldsvik Publik: 7 600 | Örnsköldsvik Publik: 7 600 |
| 18:00 | 18:00        |                           |                           |                           | Örnsköldsvik Publik: 7 600 | Örnsköldsvik Publik: 7 600 |

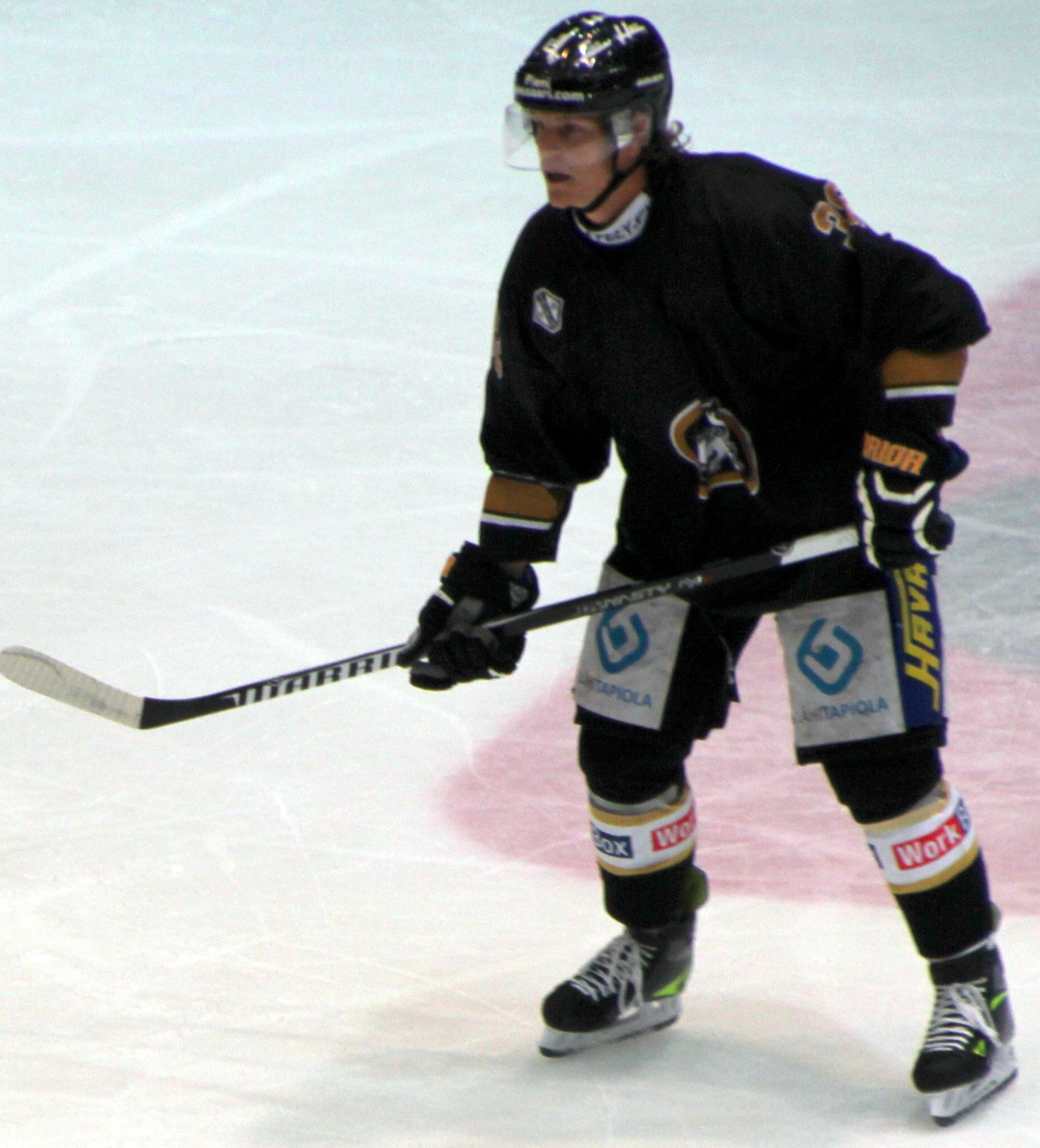
Adam Masuhr stod för två mål då Modo kvitterade serien till 1–1.

Per Svartvadet gjorde 1–0 till Modo 15:05 in i första perioden, i power play, assisterad av Róbert Döme och Mattias Timander. Detta kom att bli periodens enda mål och Modo vann skottstatistiken för perioden med 8–2. Inom loppet av 2 minuter och 29 sekunder gjorde Adam Masuhr två mål för Modo i början av den andra perioden. 3–0-målet gjordes i power play sedan Patric Blomdahl visats ut för spel med hög klubba. 75 sekunder efter 3–0-målet reducerade Linköping genom Tim Eriksson, assisterad av Ulf Söderström och Patric Blomdahl. Matchen hade jämnat ut sig spelmässigt i denna period och skottstatistiken visade denna gång 7–7.
I den tredje perioden jagade Linköping Modo och sköt totalt 12 skott mot mål, mot Modos 4 skott. Man reducerade ytterligare en gång, genom Johan Lindström, assisterad av Mikael Håkanson och Tony Mårtensson. Linköping plockade i slutskedet ut Rastislav Staňa i jakten på en kvittering, men Modo höll undan och vann matchen med 3–2. Den totala skottstatistiken slutade 19-21 och Staňa hade en räddningsprocent på 84.21, medan Karol Križan i Modo räddade 90.48% av skotten han fick emot sig.
Efter matchen kommenterade media bland annat det faktum att Masuhr, som tidigare under säsongen stundtals varit bänkad, gjorde två av målen.
| Mål       | Mål  | Mål   | Mål                  | Mål                                |
| Ställning | Lag  | Tid   | Målskytt             | Assist                             |
| --------- | ---- | ----- | -------------------- | ---------------------------------- |
| 1–0       | MODO | 15:05 | Per Svartvadet (5/4) | Robert Döme, Mattias Timander      |
| 2–0       | MODO | 21:45 | Adam Masuhr          | Peter Öberg, Zdeněk Blatný         |
| 3–0       | MODO | 24:14 | Adam Masuhr (5/4)    | Kristian Kuusela, Niklas Sundström |
| 3–1       | LHC  | 25:29 | Tim Eriksson         | Ulf Söderström, Patric Blomdahl    |
| 3–2       | LHC  | 47:14 | Johan Lindström      | Mikael Håkanson, Tony Mårtensson   |

| Skottstatistik | Skottstatistik | Skottstatistik | Skottstatistik |
| Period 1       | Period 2       | Period 3       | Totalt         |
| -------------- | -------------- | -------------- | -------------- |
| 8–2            | 7–7            | 4–12           | 19–21          |

| Räddningsprocent | Räddningsprocent | Räddningsprocent | Räddningsprocent |
| Lag              | Procent          | Skott            | Målvakt          |
| ---------------- | ---------------- | ---------------- | ---------------- |
| MODO             | 90.48%           | 19/21            | Karol Križan     |
| LHC              | 84.21%           | 16/19            | Rastislav Staňa  |

| Utvisningar | Utvisningar | Utvisningar | Utvisningar         | Utvisningar  |
| Längd       | Lag         | Tid         | Spelare             | Typ          |
| ----------- | ----------- | ----------- | ------------------- | ------------ |
| 2 min       | MODO        | 05:59       | Per-Åge Skrøder     | Interference |
| 2 min       | LHC         | 13:09       | Ivan Majesky        | Fasthållning |
| 2 min       | MODO        | 15:24       | Zdeněk Blatný       | Roughing     |
| 2 min       | LHC         | 23:34       | Patric Blomdahl     | Hög klubba   |
| 2 min       | MODO        | 23:57       | Pierre Hedin        | Interference |
| 2 min       | LHC         | 23:57       | Fredrik Emvall      | Diving       |
| 2 min       | LHC         | 27:27       | Martin Öhrstedt     | Interference |
| 2 min       | LHC         | 30:44       | Andreas Holmqvist   | Hakning      |
| 2 min       | MODO        | 45:13       | Andreas Salomonsson | Interference |
| 2 min       | MODO        | 54:28       | Oscar Steen         | Tripping     |
| 2 min       | MODO        | 56:04       | Per-Åge Skrøder     | Roughing     |
| 2 min       | MODO        | 56:04       | Karol Križan        | Slashing     |
| 2 min       | LHC         | 56:04       | Ulf Söderström      | Roughing     |

### Match tre
|       | 8 april 2007 | Linköping HC              | 2–1                       | Modo Hockey               | Cloetta Center          |                         |
| 17:00 | 17:00        | (0–1, 1–0, 1–0) Summering | (0–1, 1–0, 1–0) Summering | (0–1, 1–0, 1–0) Summering | Linköping Publik: 8 500 | Linköping Publik: 8 500 |
| 17:00 | 17:00        |                           |                           |                           | Linköping Publik: 8 500 | Linköping Publik: 8 500 |
| 17:00 | 17:00        |                           |                           |                           | Linköping Publik: 8 500 | Linköping Publik: 8 500 |
| 17:00 | 17:00        |                           |                           |                           | Linköping Publik: 8 500 | Linköping Publik: 8 500 |
| 17:00 | 17:00        |                           |                           |                           | Linköping Publik: 8 500 | Linköping Publik: 8 500 |
| 17:00 | 17:00        |                           |                           |                           | Linköping Publik: 8 500 | Linköping Publik: 8 500 |

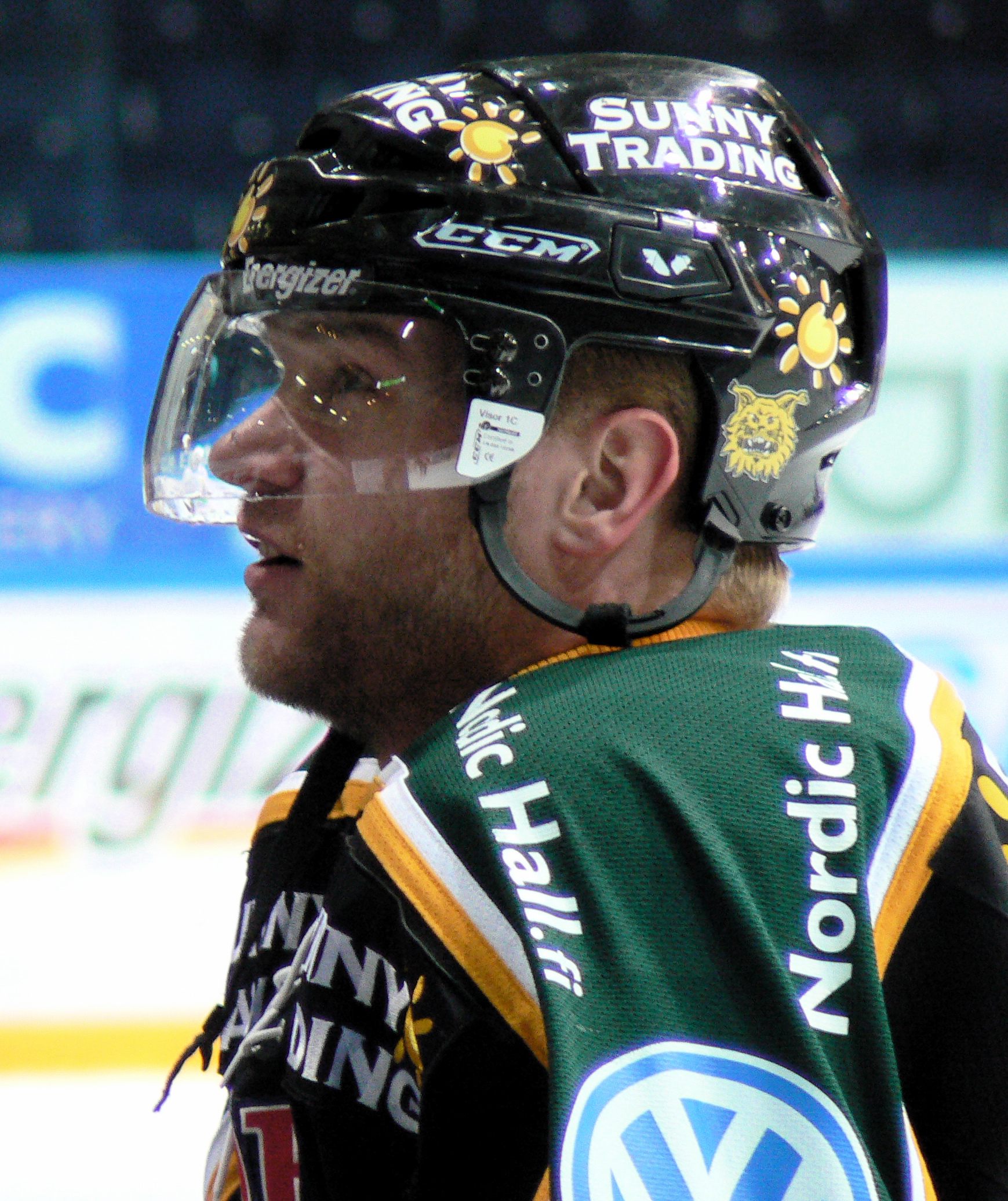
Sami Torkki avgjorde till Linköpings fördel i match tre.

Efter att Linköpings Tim Eriksson ådragit sig en interferenceutvisning 12:49 in i första perioden, gjorde Modo 0–1 i det efterföljande numerära överläget efter bara fem sekunders spel i power play. Målet gjordes av Róbert Döme, assisterad av Mattias Timander och Andreas Salomonsson. Modo sköt tolv skott på mål denna period, dubbelt så många som Linköping. Efter lite mer än halva matchen spelad, kvitterade Linköping till 1–1 i power play genom Patric Blomdahl, framspelad av Andreas Holmqvist och Joakim Eriksson. Kort därefter drog Róbert Döme på sig en tiominutersutvisning för abuse of officials; detta blev den enda utvisningen i hela finalserien som resulterade i ett tiominutersstraff. Linköping jämnade ut skottstatistiken något då man sköt åtta skott mot Karol Križan, dubbelt så många som Modo sköt mot Rastislav Staňa.
Tidigt i den tredje perioden tog Linköping ledningen genom ett mål av Sami Torrki, vilket också kom att bli matchens sista mål. Modos kvitteringsjakt kom av sig något då man i slutet av matchen ådrog sig tre tvåminutersutvisningar i följd. Staňa räddade 20 av 21 skott och hade en räddningsprocent på strax över 95%. Križan tog 21 av Linköpings 23 skott och fick därmed en räddningsprocent på strax över 91%.
I media efter matchen kommenterade man bland annat det faktum att det var Linköpings "slitvargar" som avgjorde till lagets fördel.
| Mål       | Mål  | Mål   | Mål                   | Mål                                   |
| Ställning | Lag  | Tid   | Målskytt              | Assist                                |
| --------- | ---- | ----- | --------------------- | ------------------------------------- |
| 0–1       | MODO | 12:54 | Robert Döme (5/4)     | Mattias Timander, Andreas Salomonsson |
| 1–1       | LHC  | 33:56 | Patric Blomdahl (5/4) | Andreas Holmqvist, Joakim Eriksson    |
| 2–1       | LHC  | 43:11 | Sami Torkki           | Niklas Persson, Ivan Majesky          |

| Skottstatistik | Skottstatistik | Skottstatistik | Skottstatistik |
| Period 1       | Period 2       | Period 3       | Totalt         |
| -------------- | -------------- | -------------- | -------------- |
| 6–12           | 8–4            | 9–5            | 23–21          |

| Räddningsprocent | Räddningsprocent | Räddningsprocent | Räddningsprocent |
| Lag              | Procent          | Skott            | Målvakt          |
| ---------------- | ---------------- | ---------------- | ---------------- |
| LHC              | 95.24%           | 20/21            | Rastislav Staňa  |
| MODO             | 91.30%           | 21/23            | Karol Križan     |

| Utvisningar | Utvisningar | Utvisningar | Utvisningar      | Utvisningar        |
| Längd       | Lag         | Tid         | Spelare          | Typ                |
| ----------- | ----------- | ----------- | ---------------- | ------------------ |
| 2 min       | MODO        | 04:39       | Peter Öberg      | Hakning            |
| 2 min       | LHC         | 12:49       | Tim Eriksson     | Interference       |
| 2 min       | MODO        | 15:04       | Adam Masuhr      | Knätackling        |
| 2 min       | MODO        | 18:52       | Oscar Steen      | Fasthållning       |
| 2 min       | LHC         | 25:57       | Sami Torkki      | Fasthållning       |
| 2 min       | MODO        | 32:59       | Kristian Kuusela | Fasthållning       |
| 10 min      | MODO        | 36:36       | Robert Döme      | Abuse of Officials |
| 2 min       | LHC         | 38:07       | Mikael Håkanson  | Hakning            |
| 2 min       | MODO        | 47:33       | Niklas Sundström | Hakning            |
| 2 min       | MODO        | 51:54       | Zdeněk Blatný    | Roughing           |
| 2 min       | MODO        | 56:05       | Mattias Timander | Roughing           |

### Match fyra
|       | 10 april 2007 | Modo Hockey               | 5–1                       | Linköping HC              | Swedbank Arena             |                            |
| 19:00 | 19:00         | (3–0, 0–1, 2–0) Summering | (3–0, 0–1, 2–0) Summering | (3–0, 0–1, 2–0) Summering | Örnsköldsvik Publik: 7 600 | Örnsköldsvik Publik: 7 600 |
| 19:00 | 19:00         |                           |                           |                           | Örnsköldsvik Publik: 7 600 | Örnsköldsvik Publik: 7 600 |
| 19:00 | 19:00         |                           |                           |                           | Örnsköldsvik Publik: 7 600 | Örnsköldsvik Publik: 7 600 |
| 19:00 | 19:00         |                           |                           |                           | Örnsköldsvik Publik: 7 600 | Örnsköldsvik Publik: 7 600 |
| 19:00 | 19:00         |                           |                           |                           | Örnsköldsvik Publik: 7 600 | Örnsköldsvik Publik: 7 600 |
| 19:00 | 19:00         |                           |                           |                           | Örnsköldsvik Publik: 7 600 | Örnsköldsvik Publik: 7 600 |

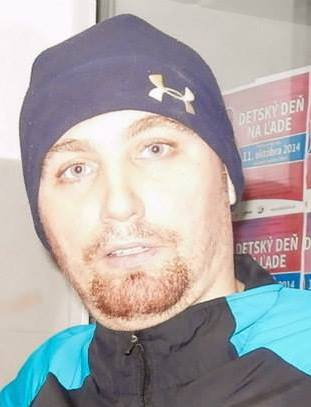
Modos målvakt Karol Križan hade en räddningsprocent på 96,3 i match fyra.

Det snabbaste målet i denna finalserie gjordes i match fyra. Redan efter 42 sekunders spel noterades Mattias Timander för att ha gett Modo ledningen, framspelad av Róbert Döme och Per Svartvadet. Linköping var det enda laget att ådra sig utvisningar i öppningsperioden; tre till antalet. Modo kapitulerade dock inte under sina power play men gick ändå upp till en 3–0-ledning innan periodens slut. 2–0 gjordes genom Mikael Pettersson framspelade av Peter Öberg och Tobias Enström efter strax över fyra minuters spel. 3–0 gjordes av Döme, framspelad av Miloslav Hořava och Adam Masuhr. Modo vann skottstatistiken denna period med 13–9.
Linköping fortsatte ådra sig utvisningar och matchens fem första tillföll Linköping. Modo drog dock på sig två utvisningar i följd i slutet av perioden vilket resulterade i att Ulf Söderström lyckades reducera till 3–1, framspelad av Fredrik Emvall och Jonas Junland. Modo vann skotten även i denna period, med 12–9. Modo utökade ledningen två gånger inom de nio första minuterna av tredje perioden och avgjorde därmed också matchen. 4–1 gjordes av Per Svartvadet, frampassad av Per-Åge Skrøder och Kristian Kuusela, medan matchens sista mål, 5–1, gjordes av Oscar Steen, framspelad av Peter Öberg.
Skotten slutade till Modos favör, 30–27. Karol Križan räddade 26 skott och hade en räddningsprocent på 96.30%, medan Rastislav Staňa räddade 25 skott och hade en räddningsprocent på 83.33%. Detta var den match i serien med färst utvisningar. Två tredjedelar av utvisningarna tillföll Linköping och en tredjedel tillföll Modo.
En av snackisarna efter matchen blev det långa avbrott mellan period två och tre. Ett elfel gjorde att pausen blev över en timme lång.
| Mål       | Mål  | Mål   | Mål                  | Mål                               |
| Ställning | Lag  | Tid   | Målskytt             | Assist                            |
| --------- | ---- | ----- | -------------------- | --------------------------------- |
| 1–0       | MODO | 00:42 | Mattias Timander     | Róbert Döme, Per Svartvadet       |
| 2–0       | MODO | 04:24 | Mikael Pettersson    | Peter Öberg, Tobias Enström       |
| 3–0       | MODO | 14:07 | Robert Döme          | Miloslav Hořava, Adam Masuhr      |
| 3–1       | LHC  | 39:27 | Ulf Söderström (5/4) | Fredrik Emvall, Jonas Junland     |
| 4–1       | MODO | 42:47 | Per Svartvadet       | Per-Åge Skrøder, Kristian Kuusela |
| 5–1       | MODO | 48:40 | Oscar Steen          | Peter Öberg                       |

| Skottstatistik | Skottstatistik | Skottstatistik | Skottstatistik |
| Period 1       | Period 2       | Period 3       | Totalt         |
| -------------- | -------------- | -------------- | -------------- |
| 13–9           | 12–9           | 5–9            | 30–27          |

| Räddningsprocent | Räddningsprocent | Räddningsprocent | Räddningsprocent |
| Lag              | Procent          | Skott            | Målvakt          |
| ---------------- | ---------------- | ---------------- | ---------------- |
| MODO             | 96.30%           | 26/27            | Karol Križan     |
| LHC              | 83.33%           | 25/30            | Rastislav Staňa  |

| Utvisningar | Utvisningar | Utvisningar | Utvisningar       | Utvisningar       |
| Längd       | Lag         | Tid         | Spelare           | Typ               |
| ----------- | ----------- | ----------- | ----------------- | ----------------- |
| 2 min       | LHC         | 05:48       | Carl Gunnarsson   | Fasthållning      |
| 2 min       | LHC         | 14:52       | Magnus Johansson  | Interference      |
| 2 min       | LHC         | 18:13       | Fredrik Emvall    | Roughing          |
| 2 min       | LHC         | 25:41       | Martin Samuelsson | Hakning           |
| 2 min       | LHC         | 33:16       | Tony Mårtensson   | Holding the stick |
| 2 min       | MODO        | 36:16       | Hans Jonsson      | Interference      |
| 2 min       | MODO        | 38:17       | Niklas Sundström  | Hakning           |
| 2 min       | LHC         | 45:56       | Niklas Persson    | Hög klubba        |
| 2 min       | MODO        | 48:40       | Oscar Steen       | Tripping          |

### Match fem
|       | 12 april 2007 | Modo Hockey                    | 2–1                            | Linköping HC                   | Swedbank Arena             |                            |
| 19:00 | 19:00         | (0–0, 1–0, 0–1, 1–0) Summering | (0–0, 1–0, 0–1, 1–0) Summering | (0–0, 1–0, 0–1, 1–0) Summering | Örnsköldsvik Publik: 7 600 | Örnsköldsvik Publik: 7 600 |
| 19:00 | 19:00         |                                |                                |                                | Örnsköldsvik Publik: 7 600 | Örnsköldsvik Publik: 7 600 |
| 19:00 | 19:00         |                                |                                |                                | Örnsköldsvik Publik: 7 600 | Örnsköldsvik Publik: 7 600 |
| 19:00 | 19:00         |                                |                                |                                | Örnsköldsvik Publik: 7 600 | Örnsköldsvik Publik: 7 600 |
| 19:00 | 19:00         |                                |                                |                                | Örnsköldsvik Publik: 7 600 | Örnsköldsvik Publik: 7 600 |
| 19:00 | 19:00         |                                |                                |                                | Örnsköldsvik Publik: 7 600 | Örnsköldsvik Publik: 7 600 |

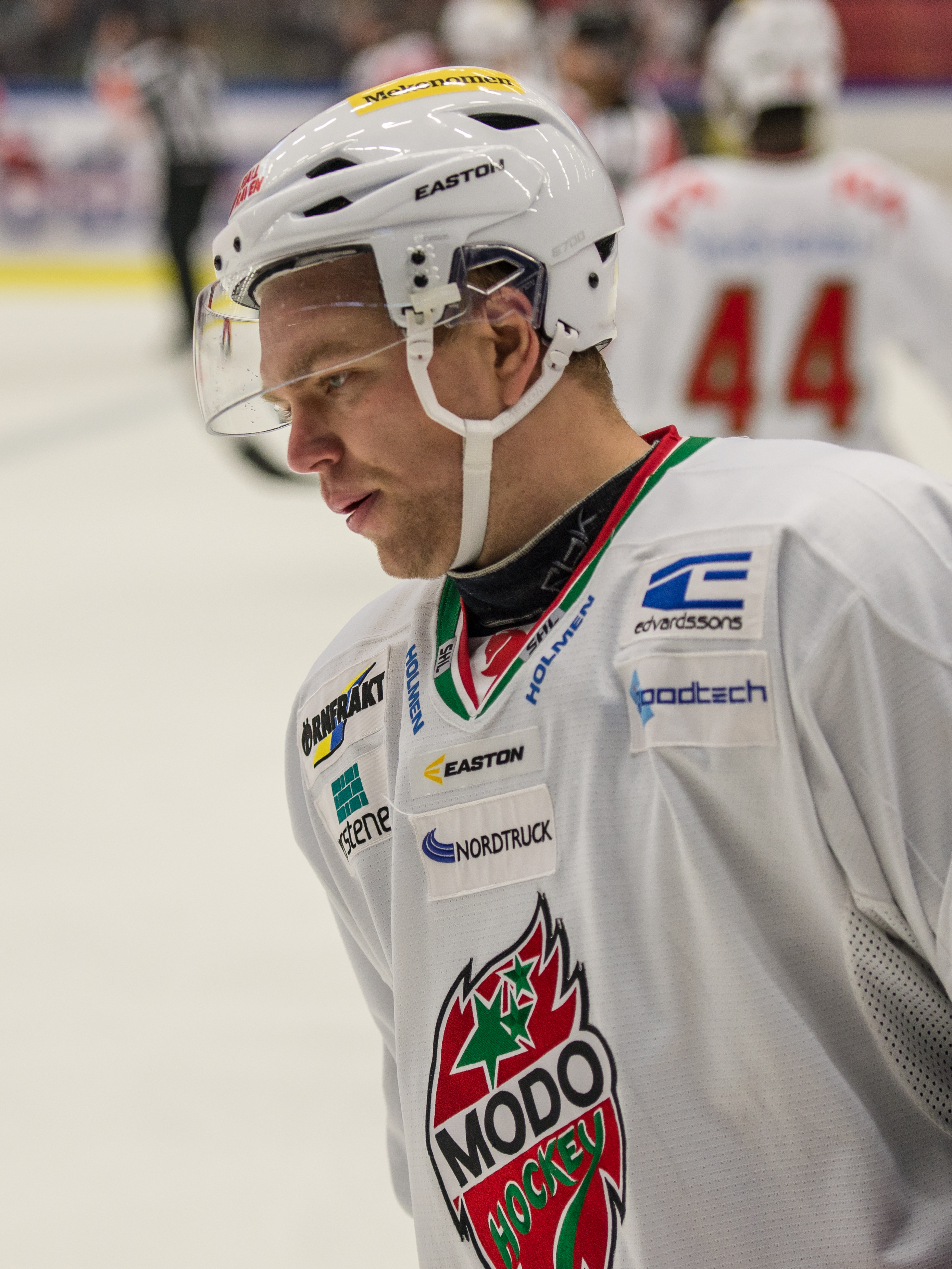
Per-Åge Skrøder inledde målskyttet i match fem.

Den första perioden förblev mållös. Ulf Söderström ådrog sig en hakningsutvisning som Modo inte lyckades kapitalisera på. Modo vann skottstatistiken denna period med 8–5. Med lite mer än halva matchen spelad bröt Per-Åge Skrøder dödläget då han gjorde 1–0, assisterad av Hans Jonsson. Modo behöll ledningen perioden ut och Linköping vann skotten med 8–9. Med mindre än fyra minuter kvar av matchen kvitterade Martin Öhrstedt, med sitt enda mål för Linköping, till 1–1 framspelad av Magnus Johansson och Ulf Söderström.
Matchen blev den första och enda i denna finalserie att gå till förlängningsspel. Linköping fick vid två tillfällen läge att avgöra då Modo ådrog sig två tvåminutersutvisningar genom Oscar Steen och Róbert Döme. Modo klarade av dessa två box play och fick i slutskedet av fjärde perioden själva chansen att avgöra i power play, sedan Niklas Persson visats ut för en tripping. Med drygt tre minuter kvar av perioden avgjorde Kristian Kuusela, assisterad av Per-Åge Skrøder och Niklas Sundström.
Linköping vann den totala skottstatistiken med 27–42, varav 16 i förlängningen. Modos målvakt Karol Križan hade sin bästa räddningsprocent i denna finalserie med 97.72% då han räddade 41 av 42 skott. Rastislav Staňa räddade 25 av 27 skott och hade en räddningsprocent på 92.59%.
I media konstaterade man bland annat att Linköping dominerade den större delen av förlängningsspelet utan att kapitalisera.
| Mål       | Mål  | Mål   | Mål                    | Mål                               |
| Ställning | Lag  | Tid   | Målskytt               | Assist                            |
| --------- | ---- | ----- | ---------------------- | --------------------------------- |
| 1–0       | MODO | 33:01 | Per-Åge Skrøder        | Hans Jonsson                      |
| 1–1       | LHC  | 56:23 | Martin Öhrstedt        | Magnus Johansson, Ulf Söderström  |
| 2–1       | MODO | 77:01 | Kristian Kuusela (5/4) | Per-Åge Skrøder, Niklas Sundström |

| Skottstatistik | Skottstatistik | Skottstatistik | Skottstatistik | Skottstatistik |
| Period 1       | Period 2       | Period 3       | Period 4       | Totalt         |
| -------------- | -------------- | -------------- | -------------- | -------------- |
| 8–5            | 8–9            | 7–12           | 4–16           | 27–42          |

| Räddningsprocent | Räddningsprocent | Räddningsprocent | Räddningsprocent |
| Lag              | Procent          | Skott            | Målvakt          |
| ---------------- | ---------------- | ---------------- | ---------------- |
| MODO             | 97.62%           | 41/42            | Karol Križan     |
| LHC              | 92.59%           | 25/27            | Rastislav Staňa  |

| Utvisningar | Utvisningar | Utvisningar | Utvisningar       | Utvisningar  |
| Längd       | Lag         | Tid         | Spelare           | Typ          |
| ----------- | ----------- | ----------- | ----------------- | ------------ |
| 2 min       | LHC         | 13:36       | Ulf Söderström    | Hakning      |
| 2 min       | MODO        | 27:42       | Tobias Enström    | Hög klubba   |
| 2 min       | MODO        | 43:17       | Mattias Timander  | Tripping     |
| 2 min       | LHC         | 47:57       | Tony Mårtensson   | Hakning      |
| 2 min       | MODO        | 50:11       | Pierre Hedin      | Interference |
| 2 min       | LHC         | 58:41       | Andreas Holmqvist | Roughing     |
| 2 min       | MODO        | 58:41       | Robert Döme       | Roughing     |
| 2 min       | MODO        | 63:11       | Oscar Steen       | Hakning      |
| 2 min       | MODO        | 73:57       | Robert Döme       | Tripping     |
| 2 min       | LHC         | 76:42       | Niklas Persson    | Tripping     |

### Match sex
|       | 14 april 2007 | Linköping HC              | 2–3                       | Modo Hockey               | Cloetta Center          |                         |
| 19:00 | 19:00         | (2–1, 0–2, 0–0) Summering | (2–1, 0–2, 0–0) Summering | (2–1, 0–2, 0–0) Summering | Linköping Publik: 8 500 | Linköping Publik: 8 500 |
| 19:00 | 19:00         |                           |                           |                           | Linköping Publik: 8 500 | Linköping Publik: 8 500 |
| 19:00 | 19:00         |                           |                           |                           | Linköping Publik: 8 500 | Linköping Publik: 8 500 |
| 19:00 | 19:00         |                           |                           |                           | Linköping Publik: 8 500 | Linköping Publik: 8 500 |
| 19:00 | 19:00         |                           |                           |                           | Linköping Publik: 8 500 | Linköping Publik: 8 500 |
| 19:00 | 19:00         |                           |                           |                           | Linköping Publik: 8 500 | Linköping Publik: 8 500 |

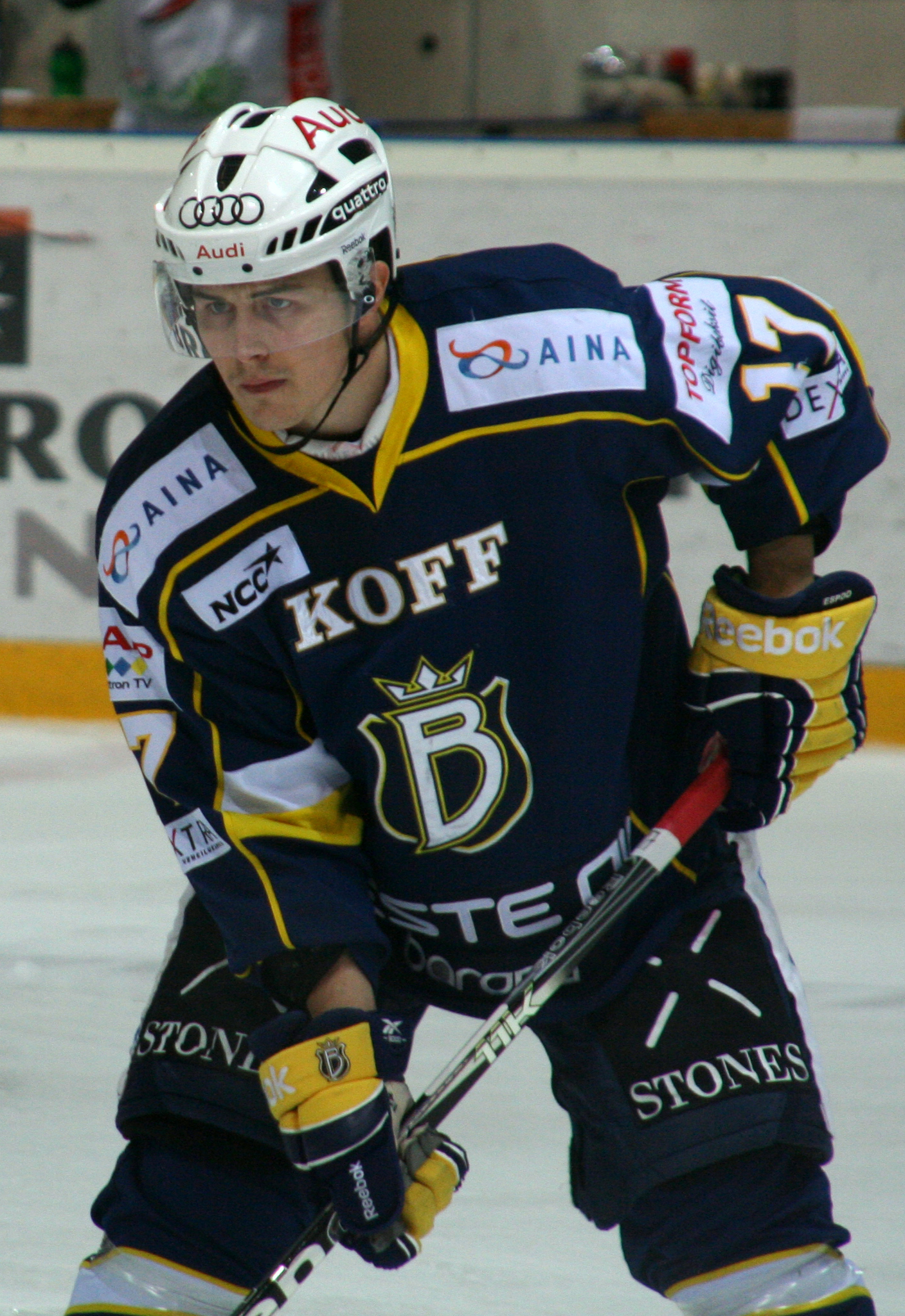
Kristian Kuusela avgjorde finalserien med sitt 2–3-mål.

2:39 in i första perioden noterades Tomáš Vlasák för 1–0 till Linköping, assisterad av Carl Gunnarsson och Niklas Persson. Detta sedan Niklas Sundström ådragit sig en tvåminutersutvisning för hakning. Inom tio minuter av matchen hade Modo kvitterat till 1–1 genom Mikael Pettersson, framspelad av Oscar Steen och Hans Jonsson. Drygt fyra minuter senare återtog Linköping ledningen via Andreas Holmqvist i spel fem mot fyra, assisterad av Carl Gunnarsson och Niklas Persson; detta sedan Zdeněk Blatný ådragit sig en tvåminutersutvisning. Modo vann skotten i denna period med 9–11.
Blatný kvitterade Linköpings ledning i inledningen av andra perioden, framspelad av Róbert Döme och Oscar Steen. 29:52 in i matchen kom finalseriens avgörande då Kristian Kuusela satte 2–3, assisterad av Per-Åge Skrøder. Linköping vann skotten med 10–7. 
Linköping låg sedan på för att få till en kvittering och vann skotten i den sista perioden med 9–3; man misslyckades dock med detta och Modo vann sitt andra SM-guld genom tiderna och sitt första SM-guld sedan 1979. Linköping vann skottstatistiken med 28–21. Karol Križan hade en räddningsprocent med 92.86% och räddade 26 av 28 skott. Linköpings Rastislav Staňa räddade 18 av 21 skott och hade en räddningsprocent på 85.71%.
I media nämndes bland annat att Modo tagit sitt första guld sedan 1979 och att Kuusela avgjort två SM-finaler i följd.
| Mål       | Mål  | Mål   | Mål                     | Mål                             |
| Ställning | Lag  | Tid   | Målskytt                | Assist                          |
| --------- | ---- | ----- | ----------------------- | ------------------------------- |
| 1–0       | LHC  | 02:39 | Tomáš Vlasák (5/4)      | Carl Gunnarsson, Niklas Persson |
| 1–1       | MODO | 09:22 | Mikael Pettersson       | Oscar Steen, Hans Jonsson       |
| 2–1       | LHC  | 13:42 | Andreas Holmqvist (5/4) | Carl Gunnarsson, Niklas Persson |
| 2–2       | MODO | 22:48 | Zdeněk Blatný           | Robert Döme, Oscar Steen        |
| 2–3       | MODO | 29:52 | Kristian Kuusela        | Per-Åge Skrøder                 |

| Skottstatistik | Skottstatistik | Skottstatistik | Skottstatistik |
| Period 1       | Period 2       | Period 3       | Totalt         |
| -------------- | -------------- | -------------- | -------------- |
| 9–11           | 10–7           | 9–3            | 28–21          |

| Räddningsprocent | Räddningsprocent | Räddningsprocent | Räddningsprocent |
| Lag              | Procent          | Skott            | Målvakt          |
| ---------------- | ---------------- | ---------------- | ---------------- |
| MODO             | 92.86%           | 26/28            | Karol Križan     |
| LHC              | 85.71%           | 18/21            | Rastislav Staňa  |

| Utvisningar | Utvisningar | Utvisningar | Utvisningar       | Utvisningar       |
| Längd       | Lag         | Tid         | Spelare           | Typ               |
| ----------- | ----------- | ----------- | ----------------- | ----------------- |
| 2 min       | MODO        | 02:25       | Niklas Sundström  | Hakning           |
| 2 min       | MODO        | 06:48       | Zdeněk Blatný     | Roughing          |
| 2 min       | LHC         | 06:48       | Andreas Holmqvist | Roughing          |
| 2 min       | LHC         | 06:48       | Tim Eriksson      | Charging          |
| 2 min       | MODO        | 13:18       | Zdeněk Blatný     | Slashing          |
| 2 min       | LHC         | 14:16       | Mikael Håkanson   | Roughing          |
| 2 min       | MODO        | 18:17       | Per-Åge Skrøder   | Illegal equipment |
| 2 min       | LHC         | 18:17       | Jonas Junland     | Roughing          |
| 2 min       | LHC         | 20:42       | Martin Öhrstedt   | Holding the stick |
| 2 min       | MODO        | 35:43       | Tobias Enström    | Puck out          |

## Laguppställningar

### Modo Hockey
| #  | Namn                 | Position | Värvad | Föddelseort | Föddelseort           | Finalframträdande |
| -- | -------------------- | -------- | ------ | ----------- | --------------------- | ----------------- |
| 3  | Mattias Timander – A | B        | 2004   | Sverige     | Sollefteå, Sverige    | Andra             |
| 4  | Mattias Hellström    | C        | 2003   | Sverige     | Nordingrå, Sverige    | Första            |
| 5  | Hans Jonsson         | B        | 2003   | Sverige     | Örnsköldsvik, Sverige | Tredje            |
| 6  | Tobias Enström       | B        | 2002   | Sverige     | Nordingrå, Sverige    | Första            |
| 8  | Oscar Hedman         | B        | 2003   | Sverige     | Örnsköldsvik, Sverige | Första            |
| 10 | Per-Åge Skrøder      | LW       | 2006   | Norge       | Sarpsborg, Norge      | Andra             |
| 12 | Justin Morrison      | RW       | 2006   | USA         | Los Angeles, USA      | Första            |
| 15 | Andreas Salomonsson  | LW       | 2003   | Sverige     | Örnsköldsvik, Sverige | Femte             |
| 17 | Kristian Kuusela     | RW/LW    | 2007   | Finland     | Seinäjoki, Finland    | Första            |
| 18 | Peter Öberg          | W/C      | 2001   | Sverige     | Umeå, Sverige         | Andra             |
| 19 | Mikael Pettersson    | LW       | 2005   | Sverige     | Härnösand, Sverige    | Fjärde            |
| 20 | Oscar Steen          | C        | 2006   | Sverige     | Stockholm, Sverige    | Andra             |
| 23 | Zdeněk Blatný        | LW       | 2006   | Tjeckien    | Brno, Tjeckien        | Första            |
| 24 | Niklas Sundström – A | C        | 2006   | Sverige     | Örnsköldsvik, Sverige | Andra             |
| 28 | Miloslav Hořava      | RW       | 2005   | Tjeckien    | Kladno, Tjeckien      | Första            |
| 29 | Andreas Molinder     | B        | 2006   | Sverige     | Sollefteå, Sverige    | Första            |
| 30 | Michal Zajkowski     | MV       | 2004   | Sverige     | Łódź, Polen           | Första            |
| 32 | Tobias Viklund       | B        | 2004   | Sverige     | Kramfors, Sverige     | Första            |
| 33 | Johan Nilsson        | RW       | 2005   | Sverige     | Örnsköldsvik, Sverige | Första            |
| 34 | Tommy Wargh          | B        | 2005   | Sverige     | Örnsköldsvik, Sverige | Första            |
| 35 | Pierre Hedin         | B        | 2006   | Sverige     | Örnsköldsvik, Sverige | Fjärde            |
| 38 | Adam Masuhr          | B        | 2006   | Sverige     | Gävle, Sverige        | Första            |
| 39 | Per Svartvadet – C   | C        | 2003   | Sverige     | Sollefteå, Sverige    | Tredje            |
| 59 | Róbert Döme          | RW       | 2006   | Slovakien   | Senica, Slovakien     | Första            |
| 60 | Karol Križan         | MV       | 2005   | Slovakien   | Žilina, Slovakien     | Första            |

### Linköping HC
| #  | Namn                 | Position | Värvad | Föddelseort | Föddelseort                | Finalframträdande |
| -- | -------------------- | -------- | ------ | ----------- | -------------------------- | ----------------- |
| 5  | Mikko Luoma          | B        | 2005   | Finland     | Jyväskylä, Finland         | Första            |
| 6  | Carl Gunnarsson      | B        | 2005   | Sverige     | Örebro, Sverige            | Första            |
| 7  | Magnus Johansson – C | B        | 2004   | Sverige     | Linköping, Sverige         | Andra             |
| 8  | Johan Fransson       | B        | 2007   | Sverige     | Kalix, Sverige             | Första            |
| 9  | Tony Mårtensson – A  | C        | 2004   | Sverige     | Märsta, Sverige            | Första            |
| 11 | Martin Öhrstedt      | B        | 2007   | Sverige     | Uppsala, Sverige           | Första            |
| 12 | Ulf Söderström       | C        | 2004   | Sverige     | Hofors, Sverige            | Femte             |
| 13 | Joakim Eriksson      | C        | 2006   | Sverige     | Södertälje, Sverige        | Tredje            |
| 14 | Martin Samuelsson    | RW       | 2005   | Sverige     | Upplands Väsby, Sverige    | Första            |
| 17 | Ivan Majeský         | B        | 2006   | Slovakien   | Banska Bystrica, Slovakien | Första            |
| 20 | Tim Eriksson         | C        | 2002   | Sverige     | Södertälje, Sverige        | Första            |
| 21 | Tomáš Vlasák         | W        | 2006   | Tjeckien    | Prag, Tjeckien             | Första            |
| 23 | Niklas Persson       | C        | 2006   | Sverige     | Ösmo, Sverige              | Första            |
| 24 | Andreas Holmqvist    | B        | 2005   | Sverige     | Stockholm, Sverige         | Första            |
| 26 | Niklas Olausson      | C        | 2006   | Sverige     | Väckelsång, Sverige        | Första            |
| 27 | Sami Torkki          | LW       | 2005   | Finland     | Raumo, Finland             | Första            |
| 31 | Rastislav Staňa      | MV       | 2007   | Slovakien   | Košice, Slovakien          | Första            |
| 32 | Jonas Fransson       | MV       | 2005   | Sverige     | Tranås, Sverige            | Första            |
| 33 | Fredrik Emvall – A   | LW       | 1999   | Sverige     | Växjö, Sverige             | Första            |
| 44 | Jonas Junland        | B        | 2005   | Sverige     | Linköping, Sverige         | Första            |
| 48 | Johan Lindström      | RW       | 2002   | Sverige     | Tranås, Sverige            | Första            |
| 51 | Mikael Håkanson      | LW       | 2002   | Sverige     | Spånga, Sverige            | Tredje            |
| 84 | Patric Blomdahl      | LW       | 2004   | Sverige     | Stockholm, Sverige         | Första            |